# Dislipidemia
La dislipidemia è la variazione di quantità dei lipidi circolanti nel sangue, in particolare del colesterolo, dei trigliceridi, dei fosfolipidi, assai più frequentemente in aumento (ipercolesterolemia, ipertrigliceridemia, iperfosfolipidemia), più raramente in diminuzione.
È una qualsiasi condizione clinica nella quale sono presenti nel sangue elevate concentrazioni di lipidi. Poiché il termine comprende non una, ma svariate patologie, è più corretto parlare di "dislipidemie" al plurale, giacché le varie forme possono avere origine diversa, trattamenti diversi e soprattutto conseguenze diverse sulla salute dell'individuo affetto.
Le dislipidemie sono uno dei principali fattori di rischio cardiovascolare.

## Tipologia
L'Organizzazione Mondiale della Sanità nel 1970 ha adottato convenzionalmente una classificazione in sei tipi (classificazione di Fredrickson), che non tiene conto della causa o dell'eventuale base genetica della dislipidemia, ma solo del fenotipo, del conseguente aspetto del siero e dei livelli di lipoproteine presenti.
| Fenotipo | Lipoproteina elevata                 | Colesterolemia | Trigliceridemia | Frequenza % |
| I        | Chilomicroni                         | Da normale a ↑ | ↑↑↑↑            | <1          |
| IIa      | Colesterolo LDL                      | ↑↑             | Normale         | 10          |
| IIb      | Colesterolo LDL e VLDL, trigliceridi | ↑↑             | ↑↑              | 40          |
| III      | IDL                                  | ↑↑             | ↑↑↑             | <1          |
| IV       | VLDL                                 | Da normale a ↑ | ↑↑              | 45          |
| V        | VLDL e chilomicroni                  | ↑ o ↑↑         | ↑↑↑↑            | 5           |
| -------- | ------------------------------------ | -------------- | --------------- | ----------- |

## Eziologia
A seconda delle cause, le dislipidemie si distinguono tradizionalmente in primitive (su base genetica) e secondarie (o acquisite). Tra le secondarie si classificano anche quelle forme che, pur partendo da una predisposizione familiare, vedono come causa principale fattori legati all'alimentazione o a stili di vita errati. In questo caso si parla di dislipidemie multifattoriali.

## Sintomatologia
Indipendentemente dal fenotipo, la manifestazione principale della dislipidemie è l'aterosclerosi, soprattutto quando ad essere interessato dall'aumento dei livelli plasmatici è il colesterolo. L'aterosclerosi, che all'inizio può non dare sintomi, si manifesta in genere in epoca tanto più precoce quanto più grave è la dislipidemia. Più raramente si manifestano xantelasmi palpebrali o xantomi a livello della pelle (come sui gomiti o sul dorso).